# Gaius Memmius (Volkstribun 111 v. Chr.)
Gaius Memmius war ein römischer Politiker des späten 2. Jahrhunderts v. Chr.
Memmius, der als einer der ersten Angehörigen seiner plebejischen Familie eine senatorische Laufbahn einschlug, war 111 v. Chr. Volkstribun und griff in dieser Funktion einige Politiker wegen ihrer Bestechlichkeit an. Dies stand in Zusammenhang mit König Jugurtha von Numidien, der durch Bestechung versuchte, einen Krieg Roms gegen sein Land zu verhindern. Die militärischen Operationen wurden nur halbherzig geführt, denn Jugurtha hatte wohl einen Teil der römischen Oberschicht bestochen. 111 v. Chr. ging der Konsul Lucius Calpurnius Bestia nach Numidien, doch schloss er einen für den Numider günstigen Frieden. Daraufhin lud der Volkstribun Gaius Memmius den König nach Rom, wo er vor einer Volksversammlung Rechenschaft darüber ablegen sollte, ob er sich diese Bedingungen nicht erkauft hatte. Dass die Anhörung nicht vor dem Senat, sondern vor einer Volksversammlung stattfinden sollte, war ein Bruch mit der außenpolitischen Tradition. Jugurtha kam zwar nach Rom, doch als er von dort aus auch noch einen Rivalen in Numidien ermorden ließ, musste er aus Rom fliehen. Nach seiner Rückkehr soll Jugurtha den Satz gesprochen haben, dass alles und jeder in Rom käuflich sei.
Memmius wurde wohl 104 v. Chr. Prätor und im folgenden Jahr Statthalter der Provinz Macedonia. 100 v. Chr. bewarb er sich um das Amt des Konsuls für das folgende Jahr, doch wurde er im Auftrag des Lucius Appuleius Saturninus und des Prätors Gaius Servilius Glaucia in einem Aufruhr umgebracht.
Sallust sah in Memmius einen scharfen Gegner der römischen Nobilität. Er beschreibt ihn als Orator, hingegen hatte Marcus Tullius Cicero von ihm eher eine geringe Meinung.